# Rob Hazelhoff
Rob Hazelhoff (Delft, 21 oktober 1930 - Rotterdam, 13 februari 2010) was een Nederlands bankier.
Na zijn studie Rechten ging hij werken bij de Nederlandsche Handel-Maatschappij (NHM), voor welk bedrijf hij standplaatsen overal ter wereld had. Toen hij in 1971 terugkeerde uit Buenos Aires, werd hij benoemd tot lid van de hoofddirectie in Amsterdam. In 1989 volgde hij André Batenburg op als president-directeur van wat inmiddels de Algemene Bank Nederland (ABN) was geworden. In deze rol legde hij de basis voor de fusie met de AMRO Bank tot ABN AMRO. Van de fusiebank was hij bestuursvoorzitter tot 1994, toen Peter Jan Kalff hem opvolgde. Het beleid van Hazelhoff wordt gezien als behoedzaam, degelijk en betrouwbaar.